# Nora Rios
Nora Ulrika Rios (* 29. September 1999 in Uppsala) ist eine schwedische Schauspielerin.

## Leben und Karriere
Rios wurde am 29. September 1999 in Uppsala geboren. Ihr Debüt gab sie 2013 in der Fernsehserie Bankrånet. 2016 trat sie in Sista dagen auf. Danach spielte sie in Mord im Mittsommer mit. Außerdem bekam sie 2020 in Kalifat die Hauptrolle. Unter anderem wurde Rios 2021 für die Serie Heder gecastet. 2022 spielte sie in Heartbeats mit.

## Filmografie (Auswahl)
- 2013: Bankrånet  (Fernsehserie, 7 Folgen)
- 2015: Arne Dahl: Dunkelziffer (Mörkertal, Filmreihe)
- 2016:  Kommissar Beck – Die neuen Fälle (Beck, Fernsehserie, Folge 5x08 Sista dagen)
- 2020: Mord im Mittsommer (Morden i Sandhamn, Fernsehserie, 2 Folgen)
- 2020: Kalifat (Fernsehserie, 7 Folgen)
- 2021: Heder (Fernsehserie, 4 Folgen)
- 2022: Operation Schwarze Krabbe (Svart krabba)
- 2022–2023: Heartbeats (Fernsehserie, 16 Folgen)
- 2024: Gåsmamman (Fernsehserie, 5 Folgen)
- 2025: Lita på mig (Fernsehserie, 2 Folgen)